# Bohicon

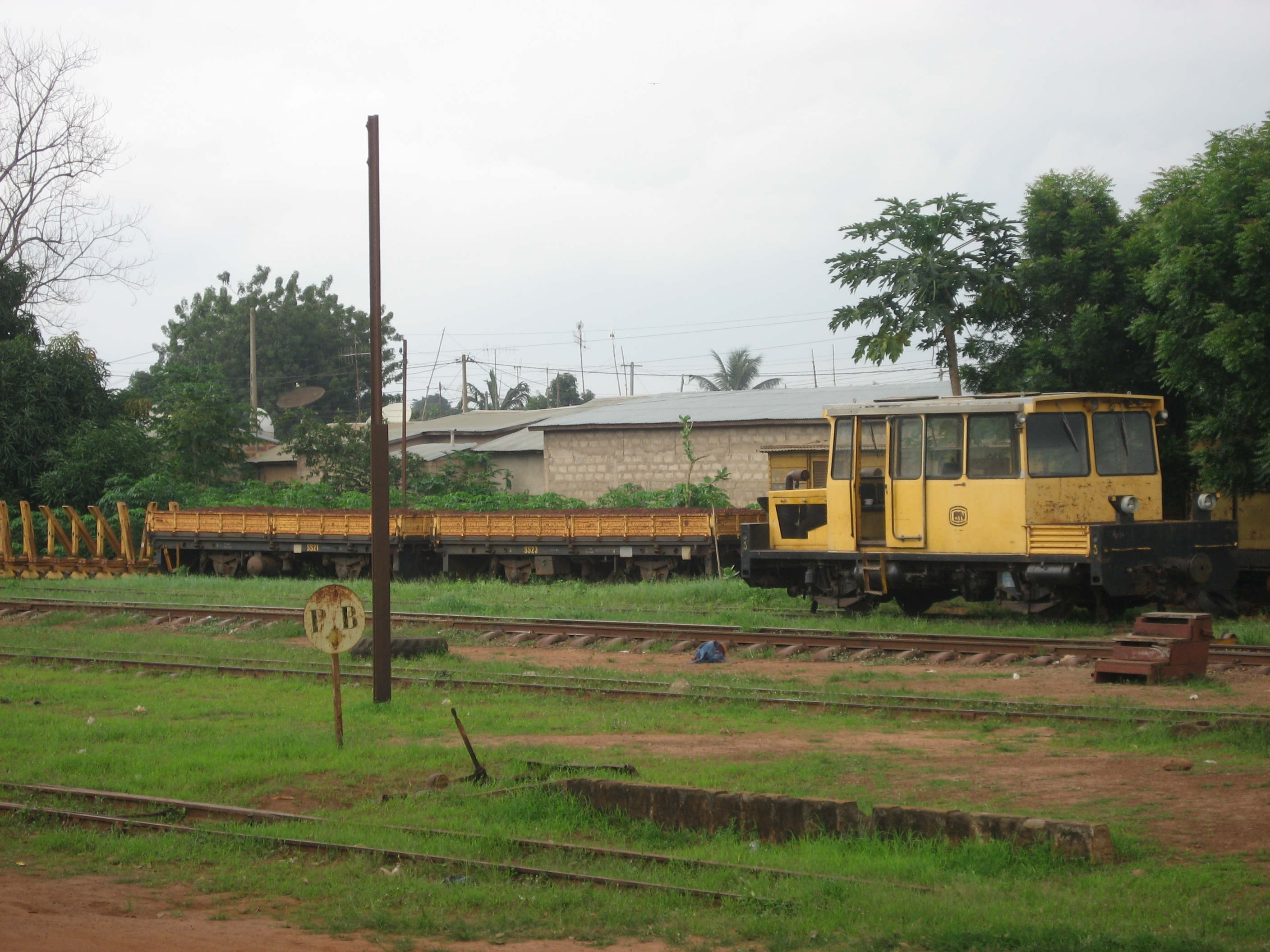
Järnvägsstationen i Bohicon.

Bohicon är en stad och kommun i departementet Zou i Benin. Staden hade 93 744 invånare vid befolkningsräkningen 2013.